# آخرین سفر دمتر
آخرین سفر دِمِتِر (به انگلیسی: The Last Voyage of the Demeter) یک فیلم فراطبیعی ترسناک آمریکایی به کارگردانی آندره اوردال بر پایهٔ فیلمنامه‌ای از براگی شوت، استفان روزوویتسکی و زاک اولکویچ است. این فیلم اقتباسی از «گزارش سفرنامهٔ کاپیتان»، فصلی از رمان دراکولا اثر برام استوکر از سال ۱۸۹۷ است. در این فیلم کوری هاکینز، اشلینگ فرنچوسی، لیام کانینگهام و دیوید دستمالچیان به ایفای نقش پرداخته‌اند.
آخرین سفر دِمِتِر در ۱۱ اوت ۲۰۲۳ توسط یونیورسال پیکچرز در ایالات متحده اکران شد.

## داستان
داستان بر پایهٔ فصلی از «گزارش سفرنامهٔ کاپیتان»، از رمان کلاسیک برام استوکر در سال ۱۸۹۷، دراکولا، روی کشتی روسی دِمِتِر، که برای حمل محموله‌های خصوصی - بیست و چهار جعبه چوبی بدون علامت - از کارپاتیا به لندن اجاره شده بود، روایت می‌شود. این فیلم جزئیات وقایع عجیبی را که برای خدمهٔ محکوم به فنا رخ می‌دهد، و تلاش‌های آنها برای زنده‌ماندن از سفر اقیانوسی، که هر شب با حضور وحشتناکی در کشتی دنبال می‌شود، نشان می‌دهد.

## مشروح داستان
در ۶ اوت ۱۸۹۷، کشتی تجاری «دمتر» در سواحل انگلستان به گل می‌نشیند. پلیس در میان بقایای آن، دفتر وقایع‌نگار کاپیتان الیوت را پیدا می‌کند.
یک ماه پیش‌تر، «دمتر» در بندر وارنا، بلغارستان لنگر می‌اندازد تا محموله‌ای را برای انتقال به لندن بارگیری کند. چند صندوق چوبی بزرگ توسط کارگران محلی رومانیایی به اسکله آورده می‌شود، اما آن‌ها از ادامهٔ مسیر امتناع می‌کنند و اعلام می‌کنند که باید پیش از غروب محل را ترک کنند. یکی از آن‌ها مبلغ زیادی به سرمهندس کشتی (وویچک) و یکی از ملوانان (اولگارن) می‌پردازد و برای «دمتر» سفر بی‌خطری آرزو می‌کند، سپس همراه دیگران محل را ترک می‌کند.
در همان هنگام، کلمنز، پزشکی فارغ‌التحصیل از دانشگاه کمبریج، می‌شنود که کشتی در جست‌وجوی خدمه است. او می‌کوشد ملوانان را قانع کند که دانش پزشکی و ستاره‌شناسی‌اش می‌تواند برای سفر دریایی سودمند باشد، اما وویچک پیشنهاد او را رد کرده و مردی سال‌خورده را استخدام می‌کند. هنگامی که آن مرد در حال کمک به بارگیری یکی از صندوق‌هاست، با دیدن نشان اژدها بر روی آن وحشت‌زده می‌شود، طناب مهار را رها می‌کند و باعث سقوط صندوق می‌شود. کلمنز که این حادثه را می‌بیند، به‌سرعت وارد عمل شده و نوهٔ کاپیتان، توبی، را از زیر بار در حال سقوط نجات می‌دهد. مرد تازه‌استخدام با اشاره به نشان اژدها، آن را «نشانهٔ شومی» می‌خواند و می‌رود. کاپیتان الیوت به پاس نجات توبی، کلمنز را جایگزین او می‌کند.
در جریان سفر، یکی از صندوق‌ها در انبار کشتی سقوط می‌کند و می‌شکند. کلمنز درون آن، زنی را پیدا می‌کند که درون خاک معمولی دفن شده و به سختی زنده است. او برای درمان آنچه عفونت می‌پندارد، تزریق خون انجام می‌دهد. اندکی بعد، در دریای اژه، کلمنز و اولگارن موجودی اسرارآمیز را در مه، بر روی عرشه می‌بینند.
شب بعد، تمام حیوانات کشتی از جمله سگ کشته شده‌اند. خدمه، بیم‌ناک از شیوع هاری، لاشه‌ها را به دریا می‌اندازند. آنا، زنی که در صندوق بود، بیدار می‌شود و به خدمه دربارهٔ «هیولایی» از ترانسیلوانیا هشدار می‌دهد، خون‌آشامی که از خون انسان تغذیه می‌کند. او می‌گوید در زادگاهش، مردم او را کنت دراکولا می‌نامند و او را به‌عنوان «بردهٔ خون» به او داده‌اند تا شهر را ترک کند. آنا می‌گوید دراکولا اکنون در کشتی است و به دنبال طعمه می‌گردد، و آثار چندین گازگرفتگی را بر بدنش نشان می‌دهد.
دراکولا شب‌ها خدمه را دنبال می‌کند، اولگارن را می‌گزد و او را به بندهٔ خون‌آشامی بدل می‌کند. هرچند او را برای مدتی مهار می‌کنند، ولی اولگارن فرار کرده و به شکار توبی می‌پردازد، و او را همراه با دراکولا در کابین کاپیتان به دام می‌اندازد. هنگام تلاش برای نجات او، توبی نیز توسط دراکولا گزیده می‌شود. صبح روز بعد، اولگارن که به دکل کشتی بسته شده بود، با برخورد نور خورشید آتش می‌گیرد. با وجود تزریق خون از سوی پدربزرگش، توبی جان می‌سپارد و در بخشی از بادبان پیچیده و به آب سپرده می‌شود. در حین مراسم خاک‌سپاری در دریا، کاپیتان گمان می‌کند توبی حرکت می‌کند؛ اما توبی یک‌باره حمله‌ور می‌شود. او که به خون‌آشام بدل شده، با تابش نور خورشید شعله‌ور شده (و پدربزرگش را نیز به‌شدت می‌سوزاند) تا اینکه کلمنز او را به دریا پرتاب می‌کند.
خدمهٔ باقی‌مانده تصمیم می‌گیرند کشتی را نابود کرده و با غرق کردن دراکولا، مانع از رسیدن او به لندن شوند. اما دراکولا الیوت، آبرامز و وویچک را می‌کشد. آنا نیز هنگام نجات کلمنز دوباره گاز گرفته می‌شود. کلمنز با تبر به دراکولا ضربه می‌زند و آنا با بخشی از دکل او را خرد می‌کند. آنا و کلمنز از کشتی به دریا می‌پرند و گمان می‌برند که خون‌آشام مرده است. اما پیش از غرق‌شدن، کشتی به ساحل بریتانیا برخورد کرده و دراکولا با نیرویی فراانسانی دکل را از خود کنار می‌زند و با فریادی پیروزمندانه برمی‌خیزد.
در حالی که آنا و کلمنز بر روی تکه‌های شناور در دریا سرگردان‌اند، آنا به او می‌گوید که در اثر گاز دراکولا، اکنون خود به یک خون‌آشام در حال دگرگونی بدل شده است؛ تزریق‌های خون فقط این روند را به تأخیر انداخته بودند. با طلوع آفتاب، آنا که نمی‌خواهد به هیولا تبدیل شود، داوطلبانه خود را در نور خورشید می‌سوزاند، و کلمنز به‌تنهایی به ساحل می‌رسد.
کلمنز با رسیدن به لندن به میخانه‌ای می‌رود و در دفترچه‌اش تصویر آنا را ترسیم می‌کند. او صدای رمز کوبیدن خدمهٔ «دمتر» را می‌شنود و ناگهان، دراکولا را می‌بیند که با لباس اشرافی در حال خندیدن است؛ خون‌آشام ناپدید می‌شود. کلمنز از میخانه بیرون می‌آید و سایهٔ دراکولا را دنبال می‌کند؛ او سوگند می‌خورد که به‌خاطر یاد و افتخار همراهان از‌دست‌رفته‌اش، دراکولا را خواهد کشت و او را به دوزخ بازخواهد فرستاد.

## بازیگران
- کوری هاکینز در نقش کلمنس، پزشکی که به دمتر می‌پیوندد.
- دیوید دستمالچیان در نقش وویچک، فرد اول دمتر.
- لیام کانینگهام در نقش کاپیتان دمتر.
- اشلینگ فرنچوسی در نقش آنا، یک رهگذر ناخواسته.
- خاویر بوتت در نقش کنت دراکولا
- جان جان بریونز
- استفان کاپیچیچ
- نیکولای نیکولایف
- وودی نورمن
- مارتین فورولوند
- کریس والی

## تولید
در سال ۲۰۰۲، براگی شوت فیلمنامه اولیه این فیلم را به همراه روبرت شونتکه برای کارگردانی نوشت. با این حال، فیلم برای نزدیک به دو دهه در جهنم توسعه با چندین کارگردان دیگر از جمله مارکوس نیسپل، استفان روزوویتسکی، دیوید اسلید و نیل مارشال همراه شده بود. زمانی قرار بود نومی راپاس و بن کینگزلی در این فیلم بازی کنند و ویگو مورتنسن در حال مذاکره بود.
در اکتبر ۲۰۱۹، اعلام شد که آندره اوردال این فیلم را با شرکای امبلین کارگردانی خواهد کرد. در ژانویه ۲۰۲۱، کوری هاکینز با فیلمنامه ای از زک اولکویچ به جمع بازیگران فیلم پیوست. در ژوئن ۲۰۲۱، دیوید دستمالچیان، لیام کانینگهام، اشلینگ فرنچوسی، خاویر بوتت، جان جان بریونس، استفان کاپیچیچ، نیکولای نیکولایف، وودی نورمن، مارتین فورولوند و کریس والی به بازیگران این فیلم پیوستند.
تصویربرداری اصلی در ژوئن ۲۰۲۱ در برلین آغاز شد. فیلمبرداری بعداً در مالت انجام شد و از ۱ اکتبر ۲۰۲۱ به پایان رسیده‌است.